# باولو فابري
باولو فابري (بالإيطالية: Paolo Fabbri)‏ هو عالم موسيقى إيطالي، ولد في 1948.